# Create
Create est un jeu vidéo de type sandbox développé par EA Bright Light et édité par Electronic Arts, sorti en 2010 sur Windows, Mac, Wii, PlayStation 3 et Xbox 360.

## Accueil
- PC Gamer : 60 %[1]